# Кривий Ріг-Західний
Криви́й Ріг—Західний — проміжна залізнична станція Криворізької дирекції Придніпровської залізниці на електрифікованій лінії Кривий Ріг-Головний — Висунь між станціями Кривий Ріг (8 км) та Мусіївка (10 км). Розташована на заході міста Кривий Ріг, на правому березі річки Інгулець.

## Історія
Станція відкрита у 1884 році під час будівництва Катерининської залізниці. Первинна назва станції — Інгулець, пізніше — Кривий Ріг. Станція за діяльністю мала 4-й клас.
Дореволюційна будівля станції не збереглася, однак добре збереглися старовинні будинки житлової забудови біля станції. Поряд зі станцією були встановлені бюсти Карлу Марксу та Вололимиру Леніну. Бюст останнього було знесено невідомими у січні 2014 року.

## Пасажирське сполучення
На станції зупиняються приміські поїзди сполученням:
- Кривий Ріг — Інгулець;
- Нікополь — Тимкове;
- П'ятихатки — Тимкове[1].